# U.S. Men's Clay Court Championships 2014
U.S. Men's Clay Court Championships 2014 — тенісний турнір, що проходив на ґрунтових кортах у місті Х'юстон, США з 7 квітня. Належав до категорії ATP World Tour 250.

## Фінальна частина

### Одиночний розряд
Фернандо Вердаско —  Ніколас Альмагро 6–3, 7–6(7–4)

### Парний розряд
Боб Браян /  Майк Браян —  Давід Марреро /  Фернандо Вердаско 4–6, 6–4, [11–9]